# Callipallene evelinae
Callipallene evelinae är en havsspindelart som beskrevs av Marcus, E. 1940. Callipallene evelinae ingår i släktet Callipallene och familjen Callipallenidae. Inga underarter finns listade.